# Francesco Rugeri
Francesco Rugeri (Cremona, n. c.1628; - 28 de outubro de 1698), também conhecido como Ruger, Rugier, Rugeri, Ruggeri, Ruggieri ou Ruggerius, fabricante de instrumentos de cordas.

## Vida
Foi o primeiro de uma importante família de luthiers, a Casa Rugeri em Cremona, Itália. Seus instrumentos são magistralmente construídos. Seus violinos são inspirados no padrão "Grand Amati" de Nicolò Amati. Francesco foi o primeiro a desenvolver um design de violoncelo menor, que se tornou o padrão para as dimensões modernas do violoncelo. Hoje, os instrumentos de Rugeri são quase tão famosos quanto os instrumentos de Nicolò Amati.